# Horus
Horus, Hor sau Heru (vine de la cuvântul "Ho"- care în traducere liberă înseamnă „față”, „chip”), fiul lui Isis și al lui Osiris, este, în mitologia egipteană, zeul cerurui și al regalității, protector al Egiptului. Era reprezentat cu cap de șoim.
Claudius Aelianus a scris că egiptenii îl numeau pe zeul Apollo „Horus” în propria lor limbă.

## Mitologie
Horus a fost născut de zeița Isis, care era virgină, după ce ea a adunat toate părțile dezmembrate ale corpului soțului ei ucis, Osiris, cu excepția penisului, care a fost aruncat în Nil și mâncat de o balenă. Ea și-a utilizat puterile magice pentru a-l reînvia pe Osiris și a creat adorarea unui falus de aur, pentru a-l concepe pe fiul ei. Într-o altă versiune mitologică, Isis a rămas însărcinată cu ajutorul focului divin. Însărcinată cu Horus, Isis a fugit în mlaștinile din Delta Nilului ca să se ascundă de fratele ei Seth, cel care l-a ucis pe Osiris din gelozie și care voia să-l omoare și pe fiul lor. Horus era sărbătorit in luna Noiembrie  odată cu începerea noului an. Surse târzii atestă sarbatorirea lui Horus odata cu solstițiul de iarna (21 decembrie).

### Rolurile sale mitologice
În epocile timpurii, Horus a fost adorat vreme îndelungată ca zeu al libertății spațiilor aeriene; devenit mai târziu Zeul-soare, începe să fie socotit domnitor peste cer și aștri; apoi ajunge protectorul personal al faraonului sau chiar se confruntă cu faraonul însuși.

### Fiii lui Horus
Horus avea 4 fii (probabil cu Hathor): Amset, Duamutef, Hapi și Kebehsenuf, simbolizând cele 4 puncte cardinale, dar totodată și așa numitele ulcioare canopice, în care se păstrau măruntaiele fiecărui defunct.(ficatul, plămânii, stomacul și intestinele).

## Horus și Faraonul
Texte din piramide din secolul al XXV-lea î.Hr. descriu natura Faraonului, în caractere diferite, atât ca Horus cât și ca Osiris. Faraon ca Horus era în timpul vieții și a devenit Faraon ca Osiris la moarte, unde a fost unit cu restul zeilor. Noile reîncarnări pe pământ ale lui Horus au urmat după moartea unui faraon sub forma unui nou faraon.
Neamul lui Horus, produsul final al uniunilor între copiii lui Atum, poate să fi fost un mijloc de a explica și justifica puterea faraonilor; zeii l-au creat pe Atum ca un reprezentant al forțelor cosmice și terestre în viața egipteană. Prin identificarea lui Horus ca descendentul acestor forțe, apoi identificându-l pe Atum cu el însuși, în cele din urmă și identificarea lui Faraon cu Horus, Faraonul teologic devenind stăpân peste toată lumea.
Noțiunea de Horus ca Faraon pare să fi fost înlocuită de conceptul de Faraon ca fiu al lui Ra în timpul dinastiei a cincea din Egipt.

## Ochiul lui Horus
Ochiul lui Horus ( anterior numit Wedjat sau Udjat), este un simbol antic egiptean, de protecție si de putere regală. Acest simbol sacru se regăsește pe aproape toate operele de artă. Era considerat o sursă de fluid magic, ochiul-lumină purificator.
Provine din conflictul mitic dintre zeul Horus și rivalul său Set, în care Set a smuls sau a distrus unul sau ambii ochi ai lui Horus, iar ochiul a fost ulterior vindecat sau returnat lui Horus cu ajutorul unei alte zeități (Thot). Ulterior, Horus i-a oferit ochiul tatălui său decedat, Osiris, iar puterea sa revitalizantă l-a susținut pe Osiris în viața de apoi. Ochiul lui Horus a fost astfel asimilat cu ofrandele funerare, precum și cu toate ofrandele oferite zeităților în ritualurile din temple. De asemenea, putea reprezenta și alte concepte, cum ar fi luna, a cărei creștere și descreștere era comparată cu rănirea și refacerea ochiului.
Simbolul Ochiul lui Horus, un ochi stilizat cu semne distinctive, era considerat a avea o putere magică de protecție și apărea frecvent în arta egipteană antică. A fost unul dintre cele mai comune motive pentru amulete, rămânând în uz din Vechiul Regat (c. 2686-2181 î.Hr.) până în perioada romană (30 î.Hr. - 641 d.Hr.). Perechi de ochi de Horus au fost pictate pe sicrie în timpul Primei Perioade Intermediare (c. 2181-2055 î.Hr.) și al Regatului Mijlociu (c. 2055-1650 î.Hr.). Alte contexte în care a apărut simbolul includ stelae sculptate în piatră și pe arcuri de bărci. Într-o oarecare măsură, simbolul a fost adoptat de populațiile din regiunile învecinate cu Egiptul, cum ar fi Siria, Canaan și, mai ales, Nubia.

## Imagini

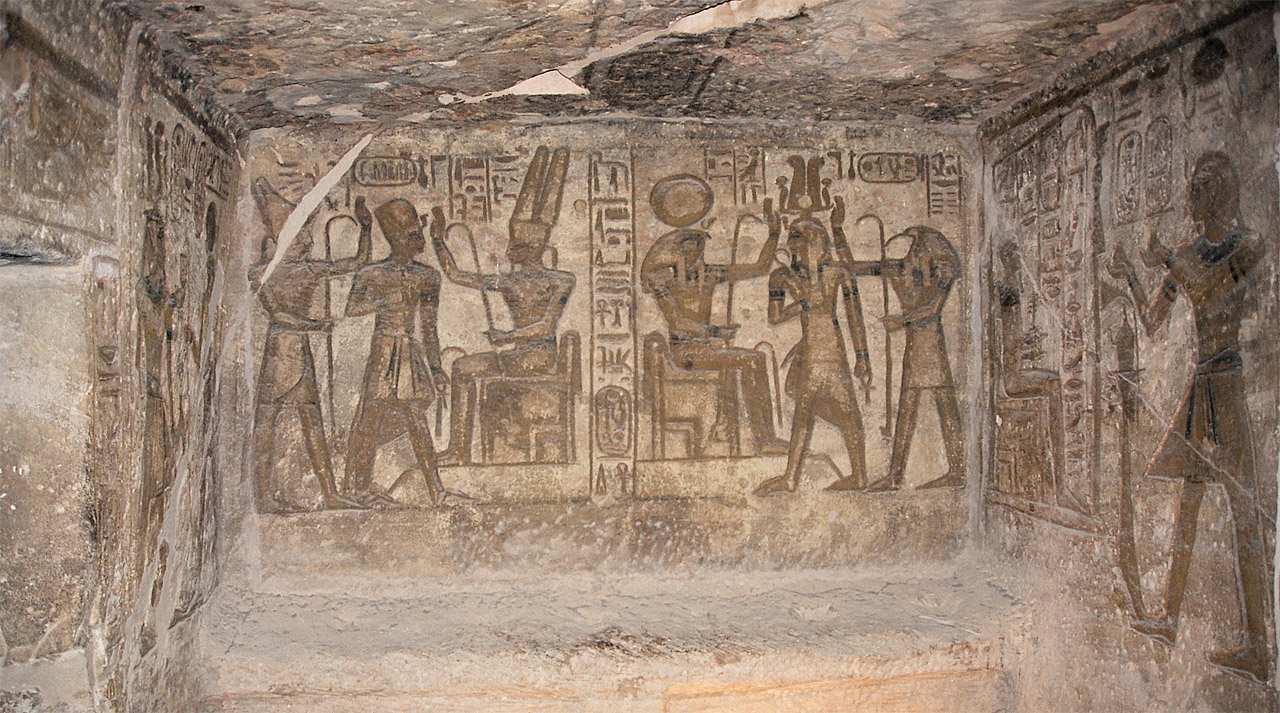
Templul de la Abu Simbel
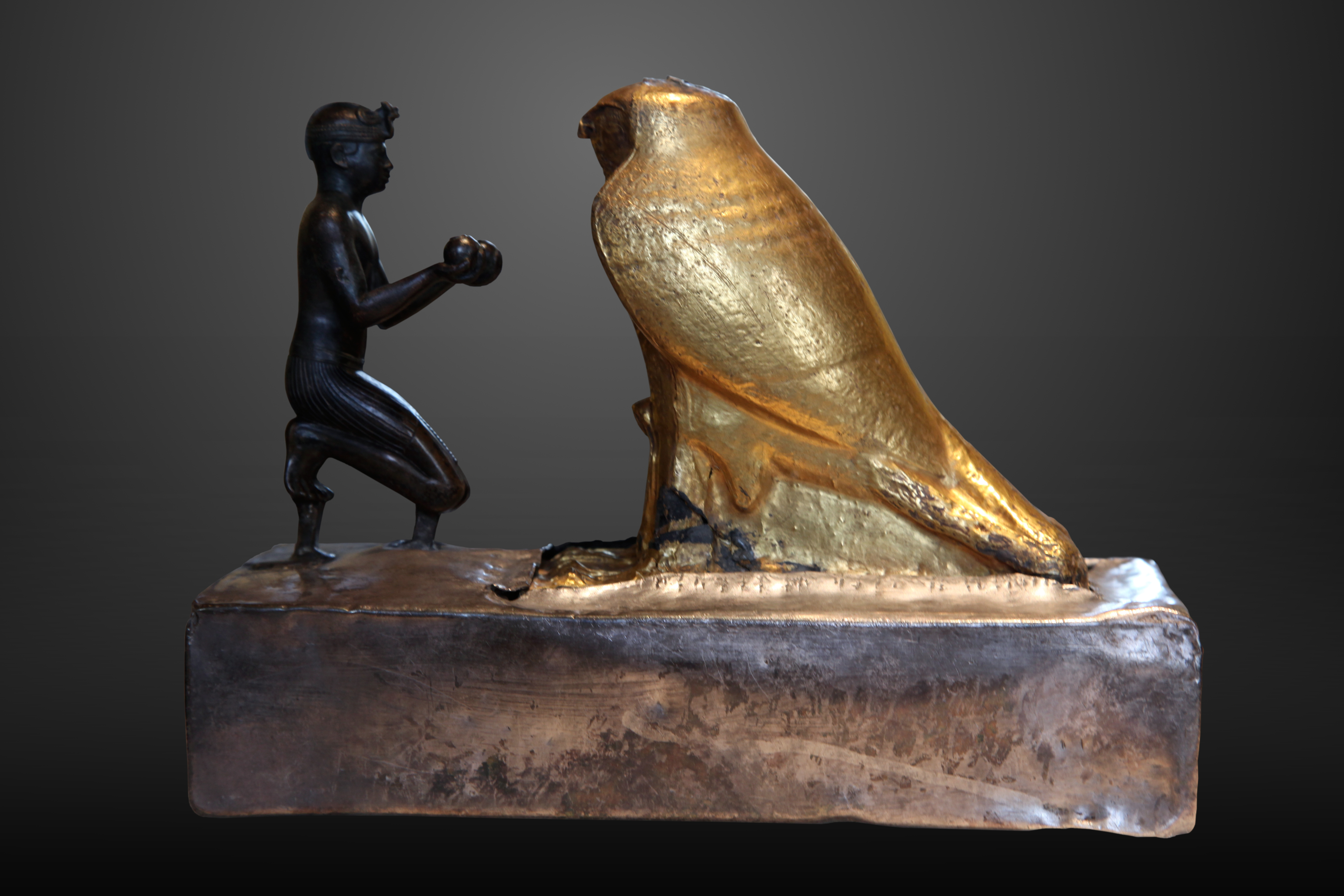
Ofrandă lui Horus-Hemen (Muzeul Luvru)
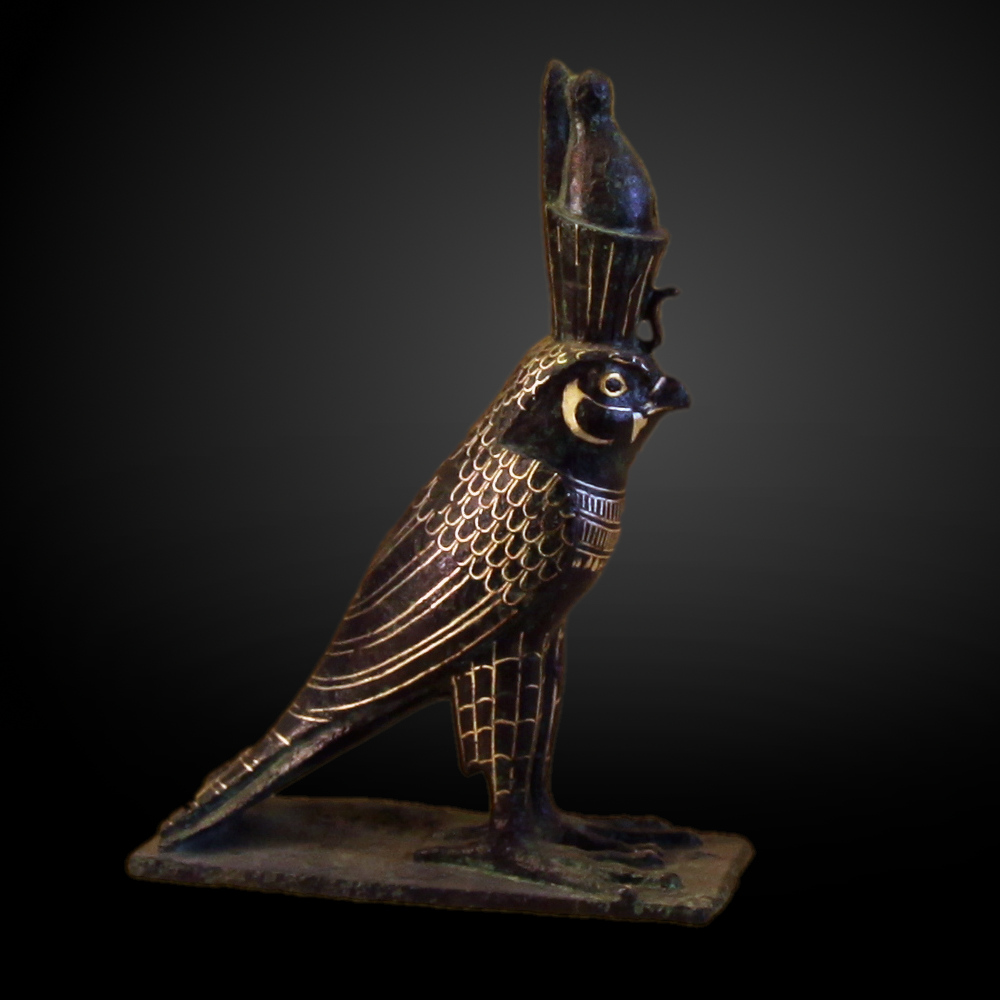
Statuie cu Horus ca șoim (Muzeul Luvru)
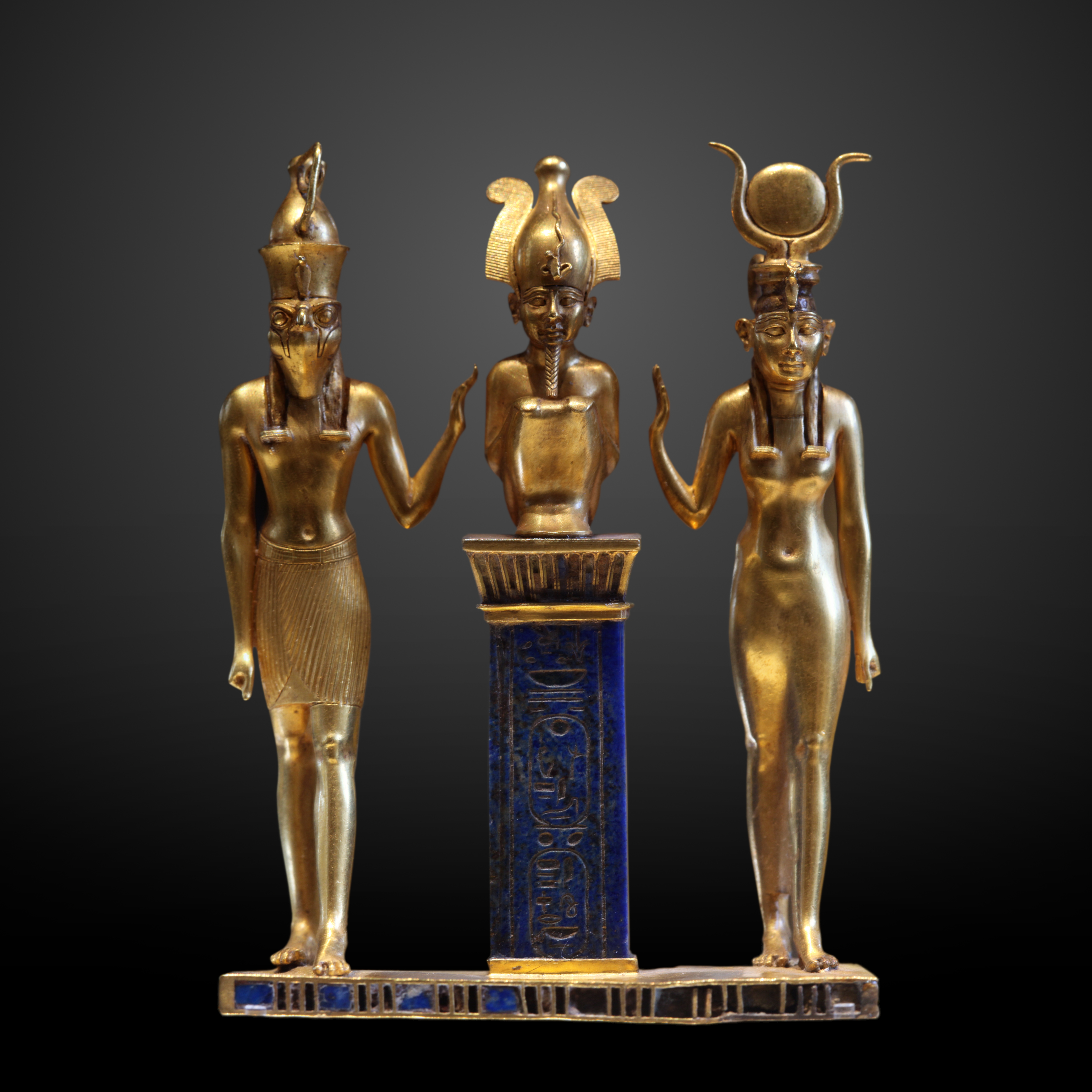
Familia lui Osiris (Muzeul Luvru)

## Genealogia lui Horus
|      |      |      |      |       |       |       |       |        |        |        |        |        |        |  |  | Ra zeul suprem |          |          |          |          |          |  |  |      |      |      |      |      |      |  |  |
|      |      |      |      |       |       |       |       |        |        |        |        |        |        |  |  |                |          |          |          |          |          |  |  |      |      |      |      |      |      |  |  |
|      |      |      |      |       |       |       |       |        |        |        |        |        |        |  |  |                |          |          |          |          |          |  |  |      |      |      |      |      |      |  |  |
|      |      |      |      |       |       |       |       | Tefnut | Tefnut | Tefnut | Tefnut | Tefnut | Tefnut |  |  |                |          |          |          |          |          |  |  | Shu  | Shu  | Shu  | Shu  | Shu  | Shu  |  |  |
|      |      |      |      |       |       |       |       | Tefnut | Tefnut | Tefnut | Tefnut | Tefnut | Tefnut |  |  |                |          |          |          |          |          |  |  | Shu  | Shu  | Shu  | Shu  | Shu  | Shu  |  |  |
|      |      |      |      |       |       |       |       |        |        |        |        |        |        |  |  |                |          |          |          |          |          |  |  |      |      |      |      |      |      |  |  |
|      |      |      |      |       |       |       |       |        |        |        |        |        |        |  |  |                |          |          |          |          |          |  |  |      |      |      |      |      |      |  |  |
|      |      |      |      |       |       |       |       | Geb    | Geb    | Geb    | Geb    | Geb    | Geb    |  |  |                |          |          |          |          |          |  |  | Nut  | Nut  | Nut  | Nut  | Nut  | Nut  |  |  |
|      |      |      |      |       |       |       |       | Geb    | Geb    | Geb    | Geb    | Geb    | Geb    |  |  |                |          |          |          |          |          |  |  | Nut  | Nut  | Nut  | Nut  | Nut  | Nut  |  |  |
|      |      |      |      |       |       |       |       |        |        |        |        |        |        |  |  |                |          |          |          |          |          |  |  |      |      |      |      |      |      |  |  |
|      |      |      |      |       |       |       |       |        |        |        |        |        |        |  |  |                |          |          |          |          |          |  |  |      |      |      |      |      |      |  |  |
| Isis | Isis | Isis | Isis | Isis  | Isis  |       |       | Osiris | Osiris | Osiris | Osiris | Osiris | Osiris |  |  | Nephthys       | Nephthys | Nephthys | Nephthys | Nephthys | Nephthys |  |  | Seth | Seth | Seth | Seth | Seth | Seth |  |  |
| Isis | Isis | Isis | Isis | Isis  | Isis  |       |       | Osiris | Osiris | Osiris | Osiris | Osiris | Osiris |  |  | Nephthys       | Nephthys | Nephthys | Nephthys | Nephthys | Nephthys |  |  | Seth | Seth | Seth | Seth | Seth | Seth |  |  |
|      |      |      |      |       |       |       |       |        |        |        |        |        |        |  |  |                |          |          |          |          |          |  |  |      |      |      |      |      |      |  |  |
|      |      |      |      | Horus | Horus | Horus | Horus | Horus  | Horus  |        |        |        |        |  |  | Hathor         | Hathor   | Hathor   | Hathor   | Hathor   | Hathor   |  |  |      |      |      |      |      |      |  |  |
|      |      |      |      | Horus | Horus | Horus | Horus | Horus  | Horus  |        |        |        |        |  |  | Hathor         | Hathor   | Hathor   | Hathor   | Hathor   | Hathor   |  |  |      |      |      |      |      |      |  |  |